# Новозлатопіль (Розівська селищна громада)
Новозлатопіль (в минулому — Кампер (Гампер) хутір, Графське, Пролетарське) — село в Україні, у Розівській селищній громаді Пологівського району Запорізької області. До 2018 орган місцевого самоврядування — Новозлатопільська сільська рада. Населення становить 570 осіб.
Село тимчасово окуповане російськими військами 24 лютого 2022 року в ході російсько-української війни.

## Географія
Село Новозлатопіль знаходиться на відстані 1,5 км від села Маринопіль та за 4 км від села Зеленопіль.

## Історія
- 1895 - дата заснування як хутір Кампер  (Гампер), потім єврейська землеробська колонія № 7 Графська.
- В 1930 році перейменоване в село  Новозлатопіль .
- В 1966 році перейменоване в село Пролетарське.
- В 2016 році повернуто історичну назву Новозлатопіль.
- 12 червня 2020 року, відповідно до розпорядження Кабінету Міністрів України № 713-р «Про визначення адміністративних центрів та затвердження територій територіальних громад Запорізької області», увійшло до складу Розівської селищної громади[2].
- 19 липня 2020 року, в результаті адміністративно-територіальної реформи та ліквідації  Розівського району увійшло до складу Пологівського району[3].

## Економіка
- «Пролетарське», ТОВ.
- «Славута», ТОВ.

## Об'єкти соціальної сфери
- Школа I-II ст. У 2008 році сільрада отримала автобус для підвезення школярів з віддалених сіл [4].